# Derek Drouin
Derek Drouin (ur. 6 marca 1990 w Sarnii) – kanadyjski lekkoatleta, skoczek wzwyż, mistrz olimpijski z Rio de Janeiro i złoty medalista  mistrzostw świata z Pekinu.

## Osiągnięcia
| Rok  | Impreza                              | Miejsce        | Lokata     | Wynik |
| ---- | ------------------------------------ | -------------- | ---------- | ----- |
| 2008 | Igrzyska Wspólnoty Narodów młodzieży | Pune           | 3. miejsce | 2,09  |
| 2009 | Mistrzostwa panamerykańskie juniorów | Port-of-Spain  | 1. miejsce | 2,27  |
| 2012 | Igrzyska olimpijskie                 | Londyn         | 2. miejsce | 2,29  |
| 2013 | Mistrzostwa świata                   | Moskwa         | 3. miejsce | 2,38  |
| 2013 | Igrzyska frankofońskie               | Nicea          | 1. miejsce | 2,30  |
| 2014 | Igrzyska Wspólnoty Narodów           | Glasgow        | 1. miejsce | 2,31  |
| 2014 | Puchar interkontynentalny            | Marrakesz      | 4. miejsce | 2,31  |
| 2015 | Igrzyska panamerykańskie             | Toronto        | 1. miejsce | 2,37  |
| 2015 | Mistrzostwa świata                   | Pekin          | 1. miejsce | 2,34  |
| 2016 | Igrzyska Olimpijskie                 | Rio de Janeiro | 1. miejsce | 2,38  |

Mistrz Kanady (2010), wielokrotny mistrz NCAA.

## Rekordy życiowe
- Skok wzwyż (stadion) – 2,40 m (2014) rekord Kanady, 6. rezultat w historii światowej lekkoatletyki[3]
- Skok wzwyż (hala) – 2,35 m (2013) rekord Kanady